# Aristolochia luzmariana
Aristolochia luzmariana là một loài thực vật có hoa trong họ Aristolochiaceae. Loài này được Santana Mich. mô tả khoa học đầu tiên năm 1995.